# Anamneză
Anamneza (gr. ana=din, prin + mnesis = memorie) este prima etapă în cadrul examinării clinice a bolnavului și reprezintă totalitatea informațiilor obținute de medic de la bolnav sau însoțitorii acestuia, cu scopul stabilirii diagnosticului.
Anamneza orientează diagnosticul și urmărește găsirea atitudinilor terapeutice potrivite, alegerea și prescripția tratamentului, precum și determinarea prognosticului bolii. Anamneza include plângerile și senzațiile bolnavului, datele privind începutul și evoluția bolii, starea  familială, bolile suportate, deprinderile dăunătoasre (fumatul și consumul de băuturi alcoolice) etc. În psihologie, anamneza se aplică ca o secvență a biografiei psihologice, în vederea stabilirii originii și dezvoltării unor particularități individuale: trăsături de caracter, sentimente, capacități, vocație etc. În psihiatrie , prin anamneză se urmărește reconstituirea etiologiei respectivei psihopatii sau psihoze în vederea unei psihoterapii adecvate.